# Ніволумаб
Ніволумаб, що продається під торговою маркою Opdivo, є протираковим засобом, який використовується для лікування низки злоякісних пухлин, зокрема меланому, рак легенів, злоякісну мезотеліому плеври, нирково-клітинну карциному, лімфому Ходжкіна, рак голови та шиї, уротеліальну карциному, рак товстої кишки, плоскоклітинний рак стравоходу, рак печінки, рак шлунка та рак стравоходу або шлунково-стравохідного переходу. Вводиться внутрішньовенно.
Найпоширеніші несприятливі реакції включають втомлюваність, висип, м'язово-скелетний біль, свербіж, діарею, нудоту, астенію (слабкість), кашель, задишку, зниження апетиту, біль у спині, артралгію (біль у суглобах), інфекцію верхніх дихальних шляхів, пірексію (гарячку), головний біль, біль у животі та блювота. Використання під час вагітності може завдати шкоди дитині.
При застосуванні в комбінації з хіміотерапією несприятливі реакції включають периферичну нейропатію (пошкодження нервів поза головним і спинним мозком), нудоту, втому, діарею, блювання, зниження апетиту, біль у животі, запор і м'язово-скелетний біль.
Ніволумаб — моноклональне антитіло людини IgG4, яке блокує білок PD-1. Це тип імунотерапії, який працює як інгібітор контрольної точки, блокуючи сигнал, який перешкоджає активації Т-клітин проти пухлинних клітин.
Ніволумаб був схвалений для медичного використання в Сполучених Штатах у 2014 році. Він входить до списку основних лікарських засобів Всесвітньої організації охорони здоров'я. Його виготовляють з використанням клітин яєчників китайського хом'яка. Ніволумаб є другим лікарським засобом для системного лікування мезотеліоми, схваленою FDA, і першим схваленим FDA засобом першої лінії для лікування раку шлунка.

## Медичне використання
У США ниволумаб показаний для лікування:
Ніволумаб використовується як препарат першої лінії для лікування неоперабельної або метастатичної меланоми в комбінації з іпілімумабом, якщо рак не має мутації гену BRAF, і як препарат другої лінії для при неоперабельній або метастатичній меланомі після лікування іпілімумабом і, якщо рак має мутацію BRAF, інгібітором BRAF. Він також використовується для лікування метастатичного плоскоклітинного недрібноклітинного раку легенів із прогресуванням разом із препаратами на основі платини або після них, а також для лікування дрібноклітинного раку легень. Його також використовують як другу лінію лікування нирково-клітинної карциноми після невдалого антиангіогенного лікування.
Ніволумаб використовується для лікування первинної або метастатичної уротеліальної карциноми, найпоширенішої форми раку сечового міхура. Його можна використовувати при місцево-поширених або метастатичних захворюваннях, які прогресують під час або після хіміотерапії на основі платини або прогресують протягом 12 місяців після неоад'ювантної або ад'ювантної терапії хіміотерапією на основі платини.
Ніволумаб показаний для допоміжного лікування меланоми з ураженням лімфатичних вузлів, а також при метастатичному захворюванні з попередньою повною резекцією.
Комбінація ніволумабу та іпілімумабу в якості першої лінії використовується для лікування дорослих із неоперабельною злоякісною мезотеліомою плеври.
У квітні 2021 року FDA схвалило ніволумаб у поєднанні з певними видами хіміотерапії для початкового лікування поширеного або метастатичного раку шлунка, раку шлунково-стравохідного переходу та аденокарциноми стравоходу. У травні 2021 року FDA схвалило ніволумаб для лікування повністю видаленого раку стравоходу або шлунково-стравохідного переходу із залишковою патологією після неоад'ювантної хіміопроменевої терапії.
У серпні 2021 року FDA схвалило ніволумаб для ад'ювантного лікування уротеліальної карциноми, яка має високий ризик рецидиву після радикальної резекції.
У травні 2022 року FDA розширило показання до лікування прогресуючої або метастатичної плоскоклітинної карциноми стравоходу. У тому ж році FDA схвалила комбіновану терапію, що складається з релатлімабу та ніволумабу, для лікування деяких випадків прогресуючої меланоми.
У березні 2024 року FDA схвалило ніволумаб у поєднанні з цисплатином і гемцитабіном як препарат першої лінії для дорослих із неоперабельною або метастатичною уротеліальною карциномою.
У жовтні 2024 року FDA схвалила ніволумаб із хіміотерапією на основі платини як неоад'ювантну терапію, а потім в якості монолікування після операції як ад'ювантну терапію для дорослих із резектабельним (пухлини ≥ 4 см та/або ураженням лімфатичних вузлів) недрібноклітинним раком легені (НМРЛ) і без відомих мутацій рецептора епідермального фактора росту (EGFR).

## Побічні ефекти
Інструкція містить попередження щодо підвищеного ризику важкого імуноопосередкованого запалення легенів, товстої кишки, печінки та нирок (із супутньою дисфункцією нирок), а також імуноопосередкованого гіпотиреозу та гіпертиреозу. Гіпотиреоз і гіпертиреоз можуть вражати 8,5 % і 3,7 % пацієнтів відповідно. Аутоімунний діабет, подібний до цукрового діабету 1-го типу, може виникнути приблизно у 2 % людей, які отримують ніволумаб.
Під час досліджень при лікуванні меланоми у понад 10 % суб'єктів і частіше, ніж при застосуванні однієї хіміотерапії виникали: висип і свербіж шкіри, кашель, інфекції верхніх дихальних шляхів і периферичний набряк. Іншими клінічно важливими побічними ефектами з частотою менше 10 % були шлуночкова аритмія, запалення частин ока (іридоцикліт), реакції, пов'язані з інфузією,  запаморочення, периферична та сенсорна нейропатія, лущення шкіри, мультиформна еритема, вітіліго та псоріаз.
Під час досліджень раку легенів у більш ніж 10 % суб'єктів і частіше, ніж при застосуванні однієї хіміотерапії виникали: втома, слабкість, набряк, гарячка, біль у грудях, загальний біль, задишка, кашель, біль у м'язах і суглобах, зниження апетиту, біль у животі, нудота та блювання, запор, втрата ваги, висипання та свербіж шкіри. Також порушився рівень електролітів і клітин крові.

### Вагітність і годування груддю
Використання під час вагітності може завдати шкоди дитині.

## Фармакокінетика
Згідно з даними 909 пацієнтів, кінцевий період напіввиведення ніволумабу становить 26,7 дня, а рівноважна концентрація досягається через 12 тижнів при застосуванні через 3 мг/кг кожні два тижні. Вік, стать, расова приналежність, вихідний рівень ЛДГ, експресія PD-L1, тип пухлини, розмір пухлини, порушення функції нирок і легке порушення функції печінки не впливають на кліренс препарату.

## Механізм дії
Механізм дії ніволумабу ґрунтується на вибірковому зв'язуванні з рецептором запрограмованої смерті-1 (PD-1) на поверхні Т-клітин. Зазвичай певні ракові клітини використовують шлях PD-1, щоб захиститися від імунної відповіді шляхом експресії ліганду запрограмованої смерті 1 (PD-L1), який взаємодіє з рецептором PD-1 і пригнічує активацію та проліферацію Т-клітин. Ніволумаб перериває цю взаємодію шляхом зв'язування з рецептором PD-1, тим самим блокуючи пухлинні клітини від ухилення від імунної відповіді. Ця блокада підсилює реакцію Т-клітин, посилює протипухлинну активність імунної системи та, зрештою, сприяє знищенню ракових клітин.
PD-1 — це білок, розташований на поверхні Т-клітин, які були активовані під час імунної відповіді організму. Зазвичай імунна система частково контролюється певними молекулами, такими як PD-L1 або PD-L2, які можуть зв'язуватися з PD-1. Коли вони це роблять, вони перешкоджають Т-клітинам діяти, що допомагає убезпечити організм від надмірної імунної реакції. Однак багато ракових клітин використовують переваги цієї системи, виробляючи PD-L1 самостійно, ефективно закриваючи Т-клітини та захищаючи пухлину від імунної атаки. Ніволумаб втручається в цей процес — він приєднується до PD-1 і перешкоджає зв'язуванню PD-L1 з ним, що звільняє Т-клітини для націлювання та знищення пухлини. Приблизно 40–50 % клітин меланоми експресують PD-L1. Окрім цього, PD-L1 зазвичай не зустрічається в організмі, хоча він присутній у певних областях, таких як слизова оболонка дихальних шляхів і плацентарна тканина.

## Фізичні властивості
Ніволумаб є повністю людським моноклональним імуноглобуліном класу G4 — антитілом до білка PD-1.

## Історія
Ніволумаб був винайдений у компанії Medarex завдяки дослідницькій співпраці з компанією Ono. Згідно з угодою між компаніями в 2005 році, Medarex володів ексклюзивним правом на рівеньлумаб у Північній Америці, а Ono зберіг право в усіх інших країнах, крім Північної Америки. Компанія Bristol-Myers Squibb придбала Medarex у 2009 році за 2,4 мільярда доларів. У липні 2014 року Ono отримала дозвіл японських регуляторних органів на використання ниволумабу для лікування неоперабельної меланоми, що стало першим регуляторним дозволом інгібітора PD-1.

## Дослідження
Ніволумаб та інші інгібітори PD-1 виявляються ефективними у людей з метастазами в мозок і при раку у людей з аутоімунними захворюваннями.

### Лімфома Ходжкіна
При лімфомі Ходжкіна клітини Ріда-Штернберга містять ампліфікацію хромосоми 9p 24.1, яка кодує PD-L1 і PD-L2, і призводить до їх постійної експресії. У невеликому клінічному дослідженні, опублікованому в 2015 році, ніволумаб викликав об'єктивну відповідь у 17 з 20 пацієнтів (87 %).
Докази сприятливого впливу ніволумабу на загальну виживаність, якість життя, виживаність без прогресування та повну відповідь серед осіб з лімфомою Ходжкіна є невизначеними.

### Біомаркери
Ампліфікація хромосоми 9p24 може служити прогностичним біомаркером при лімфомі Ходжкіна.
Кожен виробник, який розробляє ліки з використанням моноклональних антитіл проти PD-1, розробив тести для вимірювання рівня PD-L1 як потенційного біомаркера, використовуючи антитіло як реагент, специфічний для аналіту. Компанія Брістоль Майерс Сквібб співпрацювала з компанією Дако над аналізом на основі ниволумаба. Однак станом на 2015 рік складність імунної відповіді перешкоджала спробам виявити людей, які, ймовірно, добре реагуватимуть на інгібітори PD-1. Рівні PD-L1 виявилися динамічними та залежними від декількох факторів, і спроби співвіднести рівні PD-L1 до або під час лікування з відповіддю на лікування чи тривалістю відповіді станом на 2015 рік не виявили жодних корисних кореляцій.

### Рак легенів
У 2016 році компанія Bristol Myers Squibb оголосила про результати клінічного випробування, згідно з яким ніволумаб не досяг кінцевої точки та не був кращим за традиційну хіміотерапію в лікуванні вперше діагностованого раку легенів. Компанія Bristol Myers Squibb продовжила спробу отримати дозвіл на комбіновану терапію раку легенів, яка включала ніволумаб й інший лікарський засіб компанії іпілімумаб. Заявка була відкликана на початку 2019 року після відсутності бажаних результатів досліджень.
Інфузії тривалістю 60 хвилин і 30 хвилин мають схожу фармакокінетику (абсорбція, розподіл, метаболізм і виведення).
Ніволумаб показаний для лікування людей з метастатичним плоскоклітинним недрібноклітинним раком легені з прогресуванням під час або після хіміотерапії на основі платини. Дослідження CHECKMATE-227 вивчало комбінацію ніволумабу та іпілімумабу на учасниках із IV стадією або рецидивуючим недрібноклітинним раком легенів без попереднього лікування. Учасники з рівнем експресії PD-L1 1 % або більше були рандомізовані у співвідношенні 1:1:1 для отримання ніволумабу плюс іпілімумабу, окремо ніволумабу або стандартної хіміотерапії. Використовували цисплатин або карбоплатин у поєднанні з гемцитабіном для людей з плоскоклітинним недрібноклітинним раком легенів або пеметрекседом для людей з неплоскоклітинним раком легенів. Загальна виживаність становила 17,1, 15,7 і 14,9 місяців відповідно. Учасники, у яких рівень експресії PD-L1 становив менше 1 %, були випадковим чином розподілені у співвідношенні 1:1:1 на групи, які отримували ніволумаб плюс іпілімумаб, ніволумаб плюс хіміотерапію або хіміотерапію. Загальна виживаність у цій групі становила 17,2, 15,2 і 12,2 місяця відповідно.
У червні 2023 року компанія Bristol Myers Squibb повідомила про позитивні результати чотирирічного спостереження за результатами дослідження III фази (CheckMate-9LA) комбінації ніволумабу та іпілімумабу разом з хіміотерапією порівняно з хіміотерапією в якості лікування першої лінії у людей з метастатичним недрібноклітинним раком легенів. Дослідження виявило загальну виживаність у 21 % при середньому періоді спостереження 47,9 місяців серед тих, хто отримував комбінацію на основі подвійної імунотерапії, порівняно з 16 % учасників, які отримували лише хіміотерапію.

### Меланома
PD-L1 експресується у 40-50 % меланом. Клінічні випробування I та II фаз показали, що ніволумаб є перспективним варіантом лікування меланоми як окремо, так і в комбінації з іпілімумабом. Випробування III фази тривають.
У жовтні 2022 року результати III фази дослідження CheckMate -76K показали, що ніволумаб знижує ризик смерті на 58 % як допоміжна терапія в учасників із повністю видаленою меланомою другої стадії, найсерйознішим типом раку шкіри.

### Уротеліальна карцинома
У лютому 2023 року компанія Bristol Myers Squibb повідомила, що результати трирічного спостереження за фазою III (CheckMate-274) дослідження рівнялумабу продемонстрували статистично значущі стійкі клінічні переваги ніволумабу для ад'ювантного лікування учасників з м'язово-інвазивною уротеліальною карциномою з високим ризиком рецидиву після радикальної резекції.